# Eistüte

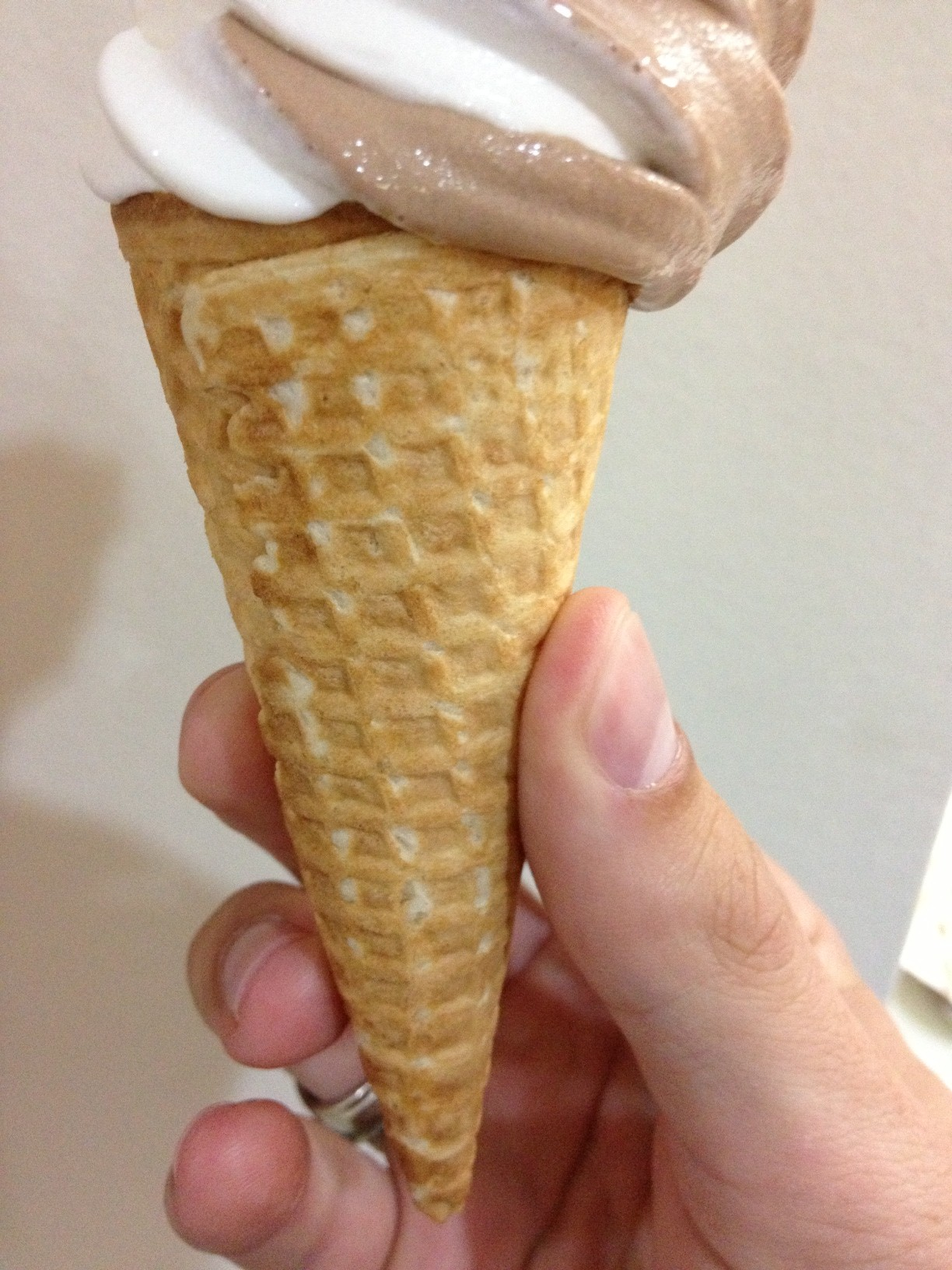
Eistüte mit Softeis

Eine Eistüte bzw. Hörnchen oder Eiswaffel (Deutschland), in Österreich Stanitzel, in der Schweiz Cornet, ist ein gerolltes Gebäck in Form einer Spitztüte bzw. eines Horns (d. h. in Form eines kegelförmigen Behältnisses) in dem eine oder mehrere Kugeln Eis (Eiskugel) oder Softeis angeboten werden, um in dieser Form ohne Geschirr und Besteck verzehrt werden zu können. Daneben gibt es weitere Formen, wie Schalen oder Becher. Da die Waffel, also die Verpackung, mitgegessen werden kann, entsteht nach dem Verzehr kein Abfall, was ein Vorteil beim Außerhausverkauf ist.
Frisch aus Biskuitteig gebacken und noch warm eingedreht, ist es in Österreich namensgebend für eine süße Nachspeise wie z. B. Stanitzel mit Schlag und Erdbeeren.

## Geschichte
Das erste bekannte Rezept für das Eishörnchen veröffentlichte die englische Köchin und Erfinderin Agnes Marshall 1888. Sie war allerdings als Beilage zu einem Eis-Dessert gedacht, nicht als Behälter für den Straßenverkauf. Die Patentierung am 13. Dezember 1903 geht auf den New Yorker Italo Marchioni, einen italienischen Zitroneneisverkäufer zurück.